# Iran aux Jeux paralympiques d'hiver de 2014
L’Iran participe aux Jeux paralympiques d'hiver de 2014, à Sotchi, en Russie, du 7 au 16 mars 2014. Il s'agit de la cinquième participation de ce pays aux Jeux d'hiver, l'Iran ayant été présent à tous les Jeux depuis ceux de 1998 à Nagano.
Le pays est représenté par un seul athlète, le skieur alpin Sadegh Kalhor, dont ce sont les cinquièmes Jeux consécutifs, et qui pour la quatrième fois consécutive est l'unique représentant iranien aux Jeux. L'Iran n'a jamais remporté de médaille aux Jeux paralympiques d'hiver,.

## Par discipline

### Ski alpin
Sadegh Kalhor, seul représentant de l'Iran, concourt aux épreuves en catégorie debout.